# Санкт-Петербургская епархия
Са́нкт-Петербу́ргская епа́рхия — епархия Русской православной церкви, объединяющая приходы и монастыри в пределах города Санкт-Петербурга, а также города Новая Ладога и села Старая Ладога.
Учреждена 1 (12) сентября 1742 года. В синодальный период была первой по старшинству и чести епархией. С 12 марта 2013 года входит в состав Санкт-Петербургской митрополии.
Правящий архиерей c 19 марта 2014 — митрополит Санкт-Петербургский и Ладожский Варсонофий (Судаков).

## История
До XVIII века территория в церковно-каноническом отношении была в ведении епископов Новгородских.
По основании Санкт-Петербурга, до учреждения отдельной епархии, существовала Санкт-Петербургская Синодальная область, управлявшаяся Святейшим Синодом через специально назначенных лиц. Состоявшая при Святейшем Синоде «Тиунская изба» (контора) ведала небольшой территорией «Ингерманланда» под именем Синодальной области".
Епархия была учреждена 1 (12) сентября 1742 года при архиепископе Великоновгородском и Великолуцком Амвросии (Юшкевиче) (1740—1745) — под управлением епископа Никодима (Сребницкого).
После 1 (12) января 1775 года и до 18 (30) октября 1892 года территория обычно управлялась вкупе с Великоновгородской епархией: правящий епископ после 25 июня (7 июля) 1818 года обычно титуловался «Новгородский, С.-Петербургский, Эстляндский и Финляндский, Свято-Троицкия Александро-Невския лавры священно-архимандрит». С 1865 года, ввиду присоединения Эстляндской губернии к Рижской епархии, титул был сокращён пропуском слова «Эстляндский».
Летом 1923 года из 123 петроградских храмов 113 находились в ведении «обновленческой» епархии под управлением обновленческого митрополита Петроградского Артемия (Ильинского). В октябре того же года, по прибытии в Петроград новоназначенного «староцерковного» епископа Мануила (Лемешевского), соотношение между двумя противоборствующими «ориентациями» существенно изменилось в пользу «староцерковников», хотя позиции «обновленцев» в Ленинграде оставались весьма сильными вплоть до 1943 года.
В конце декабря 1927 года, в связи с неприятием «Декларации» митрополита Сергия (Страгородского) значительною частью «староцерковников», а также вследствие недовольства смещением с Ленинградской кафедры ранее назначенного правящего архиерея — митрополита Иосифа (Петровых), значительная часть епархии во главе с викарным епископом Димитрием (Любимовым) объявила «О разрыве с митрополитом Сергием» (Акт от 26 декабря 1927 года, вручённый епископу Николаю (Ярушевичу)), после чего викарий Николай (Ярушевич) был назначен временно управляющим епархией. В конце февраля 1928 года митрополит Сергий назначил на Ленинградскую кафедру митрополита Серафима (Чичагова), которому при содействии прибывшего весной того же года епископа Мануила (Лемешевского) удалось стабилизировать ситуацию в епархии.
К началу Второй мировой войны (1 сентября 1939 года) Ленинградская епархия, наряду с Московской, осталась одной из двух епархий Московской патриархии в пределах СССР, сохранившей правящего архиерея. Число же действующих приходов в ней сократилось до полутора десятков. Если в начале 1937 года, накануне Большого террора, на современной территории Ленинградской области действовало 249 приходов Московской патриархии, то к лету 1941 года там функционировало 16 церквей. Возможность возрождения храмов была широко реализована верующими в оккупированных районах области, с августа 1941 года по осень 1943 года, где их было открыто около ста.
12 марта 2013 года из территории епархии были выделены Выборгская, Гатчинская и Тихвинская епархии, которые (вместе с Санкт-Петербургской) вошли в состав новообразованной Санкт-Петербургской митрополии.

## Викариатства
Существующие
- Кронштадтское
- Петергофское

Упразднённые
- Выборгское (с 12 марта 2013 года самостоятельная епархия)
- Гатчинское (с 12 марта 2013 года самостоятельная епархия)
- Гдовское (ныне викариатство Псковской епархии)
- Кингисеппское (ранее Ямбургское; титулярный город на территории Гатчинской епархии)
- Колпинское
- Копорское (титулярный город на территории Гатчинской епархии)
- Ладожское (титулярный город на территории Тихвинской епархии)
- Лодейнопольское (титулярный город на территории Тихвинской епархии)
- Лужское (титулярный город на территории Гатчинской епархии)
- Нарвское (ныне самостоятельная епархия)
- Охтинское (единоверческое)
- Ревельское (ныне самостоятельная Таллинская епархия)
- Сестрорецкое
- Старорусское (титулярный город на территории Новгородской епархии)
- Тихвинское (с 12 марта 2013 года самостоятельная епархия)
- Царскосельское
- Шлиссельбургское (титулярный город на территории Тихвинской епархии)

## Благочиния
Епархия разделена на 25 церковных округов (19 территориальных и 6 специальных):
| Название                     | Благочинный                               | Центральный храм                                     | Территория                  | Дата основания  |
| Территориальные              | Территориальные                           | Территориальные                                      | Территориальные             | Территориальные |
| ---------------------------- | ----------------------------------------- | ---------------------------------------------------- | --------------------------- | --------------- |
| Адмиралтейское благочиние    | протоиерей Павел Феер                     | Храм Воскресения Христова у Варшавского вокзала      | Адмиралтейский район        |                 |
| Василеостровское благочиние  | протоиерей Евгений Шогенов                | Церковь Смоленской иконы Божией Матери               | Василеостровский район      | 5 января 2015   |
| Выборгское благочиние        | протоиерей Александр Будников             | Церковь Пророка Илии на Пороховых                    | Выборгский район            | 5 января 2015   |
| Калининское благочиние       | протоиерей Николай Брындин                | Спасо-Преображенский собор                           | Калининский район           | 5 января 2015   |
| Кировское благочиние         | протоиерей Валерий Дорохов                | Казанская церковь на Красненьком кладбище            | Кировский район             | 5 января 2015   |
| Колпинское благочиние        | протоиерей Александр Селиванов            | Свято-Троицкий собор в Колпине                       | Колпинский район            | 9 сентября 2014 |
| Красногвардейское благочиние | протоиерей Петр Мухин                     | Петропавловская церковь при академии имени Мечникова | Красногвардейский район     | 5 января 2015   |
| Красносельское благочиние    | протоиерей Михаил Подолей                 | Церковь Иоанна Кронштадтского                        | Красносельский район        |                 |
| Кронштадтское благочиние     | архимандрит Алексий (Ганьжин)             | Морской Никольский собор                             | Кронштадтский район         | 5 января 2015   |
| Курортное благочиние         | протоиерей Михаил Петропавловский (и. о.) | Церковь Петра и Павла в Сестрорецке                  | Курортный район             | [ 14 ]          |
| Московское благочиние        | протоиерей Алексий Крылов                 | Чесменская церковь                                   | Московский район            | 5 января 2015   |
| Невское благочиние           | иерей Дмитрий Малиновский                 | Храм апостола Петра в Весёлом посёлке                | Невский район               |                 |
| Новоладожское благочиние     | протоиерей Алексий Волков                 | Богородице-Рождественский собор в Новой Ладоге       | часть Волховского района ЛО | 4 марта 2016    |
| Петроградское благочиние     | протоиерей Владимир Сорокин               | Князь-Владимирский собор                             | Петроградский район         |                 |
| Петродворцовое благочиние    | протоиерей Михаил Терюшов                 | Петропавловский собор в Петергофе                    | Петродворцовый район        |                 |
| Приморское благочиние        | иеромонах Александр (Ковальский)          | Церковь Святой Татианы на Коломяжском проспекте      | Приморский район            |                 |
| Пушкинское благочиние        | протоиерей Никита Зверев                  | Екатерининский собор в Царском Селе                  | Пушкинский район            | 1998 (1780)     |
| Фрунзенское благочиние       | протоиерей Алексий Исаев                  | Церковь Георгия Победоносца в Купчине                | Фрунзенский район           | 5 января 2015   |
| Центральное благочиние       | протоиерей Сергий Куксевич                | Храм Спаса на Крови                                  | Центральный район           |                 |
| Специальные                  |                                           |                                                      |                             |                 |
| Благочиние монастырей        | епископ Вениамин (Кириллов)               | Александро-Невская лавра                             | -                           |                 |
| Благочиние храмов в ВУЗах    | протоиерей Пётр Мухин                     | Петропавловская церковь при академии имени Мечникова | -                           |                 |
| Ритуальное благочиние        | иерей Илия Нефедов                        | Благовещенская церковь в Парголове                   | -                           | 29 августа 2019 |
| Социальное благочиние        | протоиерей Николай Брындин                | Спасо-Преображенский собор                           | -                           | сентябрь 2014   |
| Тюремное благочиние          | протоиерей Олег Скоморох                  | Екатерининская церковь в Царской Славянке            | -                           |                 |
| Военное благочиние           | архимандрит Алексий (Ганьжин)             | Троицкая церковь в Красном Селе                      | -                           |                 |

## Монастыри
В епархии 6 действующих монастырей:
Мужские
- Александро-Невская лавра
- Сергиева Приморская пустынь в посёлке Стрельна
- Староладожский Никольский монастырь в Старой Ладоге

Женские
- Воскресенский Новодевичий монастырь
- Староладожский Успенский монастырь в Старой Ладоге
- Константино-Еленинский монастырь в посёлке Ленинское Выборгского района
  - подворье — храм Андрея Критского на Рижском проспекте

Недействующие
- Смольный монастырь

Подворья других монастырей в Санкт-Петербурге
- Подворье Валаамского монастыря (Адмиралтейский район)
- Подворье Козельской Свято-Введенской Оптиной пустыни (Василеостровский район)
- Подворье Введено-Оятского женского монастыря (Выборгский район)
- Подворье Свято-Троицкого Антониево-Сийского монастыря Архангельской епархии (Калининский район)
- Подворье Покрово-Тервенического женского монастыря (Кировский район)
- подворье Александра Свирского монастыря (Невский район)
- подворье Свято-Троицкого Зеленецкого мужского монастыря (Невский район)
- подворье Антониево-Дымского мужского монастыря (Фрунзенский район)
- подворье Коневского монастыря (Центральный район)
- подворье Старо-Афонского Свято-Андреевского мужского скита (Центральный район)
- подворье Тихвинского монастыря (Центральный район)

В Санкт-Петербурге также расположен ставропигиальный Иоанновский женский монастырь

## Учебные заведения
- Александро-Невское духовное училище
- Санкт-Петербургская духовная академия

## СМИ
У митрополии есть собственная радиостанция — «Град Петров» и официальный журнал Санкт-Петербургской епархии «Вода живая».
Кроме этого существует интернет-ресурс «Глобус митрополии», на котором поддерживается актуальная информация о храмах и священнослужителях епархии.